# 7443-as mellékút (Magyarország)
A 7443-as számú mellékút egy rövid, kevesebb, mint három kilométer hosszú, ennek ellenére négy számjegyű országos közút Vas vármegye területén. Vasvár városát kapcsolja össze a déli szomszédjával.

## Nyomvonala
A 7442-es útból ágazik ki, annak 4. kilométerénél, Petőmihályfa központjában. Észak-északnyugat felé indul, Vasvári Pál utca néven; a központot elhagyva Kispéterfa településrész keleti szélén húzódik. 1,7 kilométer után lép ki a lakott területekről, ott kisebb irányváltoztatása van, 2,3 kilométer megtétele után pedig eléri Vasvár határát. Innen a két település határvonalán húzódik, végpontját is határútként éri el, beletorkollva a 7441-es útba, annak 6,900-as kilométerszelvényénél.
Teljes hossza, az országos közutak térképes nyilvántartását szolgáló kira.gov.hu adatbázisa szerint 2,744 kilométer.

## Hídjai
Egyetlen hídját sem tartják számon sem az 1945 előtt épült hidak, sem az 1945 után épült, 10 méternél hosszabb hidak között.